# هند فريوا
أصيبت هند فريوا بالشلل الدماغي منذ الصغر، بدأت ممارسة ألعاب القوى عام 2015. كانت أولى تجاربها الدولية عام 2018، وأول مشاركاتها في بطولة العالم لألعاب القوى لذوي الاحتياجات الخاصة كانت عام 2019 والتي أقيمت في دبي، حققت المركز الخامس في رمي الصولجان فئة F32 مسجلةً رقماً قياسياً عالمياً جديداً لفئة F31 بمسافة 17.92 متراً.

## السجلات الوطنية
- Lancio della clava F31: 17,92 متر ( دبي، 8 نوفمبر 2019) قالب:Recordicona

## الإنجازات

### رمي الصولجان فئة F31
| البطولة | المسافة | المكان | التاريخ   | المركز. |
| ------- | ------- | ------ | --------- | ------- |
| 2020    | 16,69 م | مراكش  | 27-2-2020 | 1ª      |
| 2019    | 17,92 م | دبي    | 8-11-2019 | 1ª      |
| 2018    | 5,40 م  | مراكش  | 27-4-2018 | 2ª      |

## وصلات خارجية
- قالب:Collegamenti esterni